# つちだりか
つちだ りか（つちだ りか、1962年12月12日 - ）は、日本の女優。福井県出身。

## 人物・来歴
- 姉は女優の土田ユミ。
- 1983年、土田りかという芸名で、「だいじょうぶマイ・フレンド」という映画で女優デビューし、「祈り」というレコードで歌手デビューした。
- その後、里峰圭衣子という芸名に改名する。
- さらにその後、つちだりかという芸名に改名する。
- 当初は歌手を中心に活動していたが、途中から女優を中心に活動していた。
- テレパック制作のテレビドラマ作品に出演することが多かった。
- ミス・インターナショナル東海・北陸地区代表の出場の経歴を持つ。

## 出演

### テレビドラマ
- 金曜エンタテイメント「名古屋嫁入り物語(6)」（1994年7月8日、フジテレビ）
- 月曜ドラマスペシャル「十津川警部シリーズ(5)・会津高原殺人事件」（1994年8月1日、TBS）
- 指輪（1995年1月4日 - 3月31日、東海テレビ）
- 土曜ワイド劇場「西村京太郎トラベルミステリー(27)・スーパービュー踊り子号殺意の旅」（1995年1月14日、テレビ朝日）
- ママは大ピンチ!!（1996年1月4日 - 2月16日、TBS）
- 月曜ドラマスペシャル「名探偵キャサリン(2)・小京都、郡上八幡殺人事件」（1996年10月14日、TBS）
- 火曜サスペンス劇場「弁護士朝日岳之助(9)・プラス“−”の悲劇」（1997年3月4日、日本テレビ）
- 月曜ドラマスペシャル「十津川警部シリーズ(12)・丹後殺人迷路」（1997年3月24日、TBS）
- 月曜ドラマスペシャル「十津川警部シリーズ(13)・特急しなの21号殺人事件」（1997年9月29日、TBS）
- 金曜エンタテイメント「美人三姉妹温泉芸者が行く!(5)・恐怖の旋律　箱根芦ノ湖殺人事件」（1998年2月27日、フジテレビ）
- 土曜ワイド劇場「タクシードライバーの推理日誌(9)・過去から来た女」（1998年4月18日、テレビ朝日）
- 金曜エンタテイメント「京都祇園芸妓シリーズ(5)・茶の湯家元殺人事件」（1999年4月2日、フジテレビ）
- 月曜ドラマスペシャル「名探偵キャサリン(8)・南十字星殺人事件」（1999年10月4日、TBS）
- テレビ東京開局記念番組「小さな駅で降りる・企業戦士の妻達の反乱」（2000年4月12日、テレビ東京）
- 月曜ドラマスペシャル「十津川警部シリーズ(20)・寝台特急カシオペアを追え」（2000年10月2日、TBS）
- 利家とまつ〜加賀百万石物語〜（2002年1月6日 - 12月15日、NHK総合）
- 月曜ミステリー劇場「探偵左文字進(5)・三人目の女」（2002年4月8日、TBS）
- 月曜ミステリー劇場「十津川警部シリーズ(28)・陸中海岸殺意の旅」（2003年3月24日、TBS）
- 昨日の友は今日の敵?（2004年1月5日 - 2月9日、NHK総合）
- 虹のかなた（2004年8月2日 - 10月1日、毎日放送）
- エラいところに嫁いでしまった!（2007年1月11日 - 3月8日、テレビ朝日）

### 映画
- だいじょうぶマイ・フレンド（1983年4月29日、東宝）

### レコード
- 祈り（1983年、CBS/SONY）※土田りか名義
- 別れてあげる（1984年、CBS/SONY）※土田りか名義
- わがまま（1985年、CBS/SONY）※里峰圭衣子名義
- じゃらくの雨（1986年、CBS/SONY）※里峰圭衣子名義

### CD
- 黙って抱いたらいいじゃない（1992年、CROWN）※つちだりか名義